# Conor Henderson
Conor Alan Henderson (Sidcup, 8 settembre 1991) è un ex calciatore irlandese con cittadinanza britannica, di ruolo centrocampista.

## Carriera

### Club
Il 14 agosto 2017 viene acquistato a titolo definitivo dalla squadra bulgara del Pirin Blagoevgrad.

### Nazionale
Ha giocato nelle nazionali giovanili irlandesi Under-19 ed Under-21.

## Palmarès

### Club

#### Competizioni giovanili
- FA Youth Cup: 1

Arsenal: 2008-2009